# Recensement de la Grèce de 1870
Le recensement de la population de 1870 (en grec moderne : Ελληνική απογραφή του 1870), est le seizième recensement officiel du royaume de Grèce, réalisé sur une durée de quinze jours du 2 au 17 mai 1870. 
La population totale du pays s’élève à 1 457 894 habitants. La population a augmenté de 361 084 personnes par rapport au recensement précédent de 1861. Cette augmentation est due en partie à l'annexion des îles Ioniennes, qui a eu lieu en 1864, avec une population de 229 516 habitants.
La population urbaine reste également faible dans ce recensement. Seuls 9,6% des habitants vivent dans des zones urbaines, tandis que 13,6% et 76,8% vivent respectivement dans des zones semi-urbaines et rurales. La superficie du royaume grec au moment du recensement est de 50 211 kilomètres2 et ne comprend que la Grèce-Centrale, le Péloponnèse, les Cyclades et les îles Ioniennes. La densité de population est de 29 habitants par kilomètre carré,.